# Square the circle
"Square the circle" es el cuarto álbum de estudio de la cantante japonesa de I've Sound, Mami Kawada. Este disco fue publicado dos años y medio después de Linkage, su anterior disco.
La publicación de este disco tuvo lugar en un momento en el cual la cantante pasó al primer plano dentro de la banda después de la salida de KOTOKO de aquel grupo que se produjo un año antes. Desde aquel momento, Mami Kawada había pasado a colaborar con el resto de las cantantes de su agrupación, escribiendo las letras de muchas de sus compañeras de banda, como Airi Kirishima, Nami Maisaki o Rin Asami.
Respecto a las canciones de este disco, este álbum abarca tres temas que fueron usados como canciones de apertura de series de anime. Estas son: No buts!, usada como primer tema de apertura de la segunda temporada de To Aru Majutsu no Index, See visionS, que sería la segunda canción de apertura de la misma serie, y Serment, que sería el segundo opening de la tercera y última temporada de la conocida serie. Shakugan no Shana.
Todas las letras de las canciones de este disco fueron escritas por la propia Mami Kawada, quien además intervendría en la composición de una de las canciones del disco, un disco que se caracteriza por un cambio de sonido por parte de la cantante. Mientras en sus álbumes anteriores se apreciaba un sonido a medio camino entre el rock y el techno-pop, en este, se da un cambio hacia un sonido mucho más electrónico que se podría considerar como Synthpop con canciones más rítmicas y bailables.
Este cambio sutil en el estilo de la cantante, fue bien recibido por los seguidores de I've Sound en general, y de la propia Mami Kawada en particular.
Este álbum fue publicado el 8 de agosto de 2012 con Geneon Entertainment, su discográfica habitual.  desde esa fecha, la cantante se embarcaría en una gira por las ciudades más importantes de Japón, como Tokio, Sapporo o Yokohama o Sendai.
En lo que a las ventas respecta, este álbum entró en el número 10 del Oricon, la lista de ventas oficial de Japón, siendo este el disco más vendido de su carrera.

## Canciones
1. Square the circle
Letra: Mami Kawada
Composición y arreglos: Kazuya Takase
2. No buts!
Letra: Mami Kawada
Composición: Tomoyuki Nakazawa
Arreglos: Takeshi Ozaki
3. My buddy
Letra: Mami Kawada
Composición: Tomoyuki Nakazawa
Arreglos: Takeshi Ozaki
4. Dont stop me now
Letra: Mami Kawada
Composición y arreglos: Maiko Iuchi
5. Clap clap clap
Letra: Mami Kawada
Composición: Tomoyuki Nakazawa
Arreglos: Takeshi Ozaki
6. Usual
Letra: Mami Kawada
Composición: Tomoyuki Nakazawa, Takeshi Ozaki y Mami Kawada
Arreglos: Tomoyuki Nakazawa
7. See visionS
Letra: Mami Kawada
Composición y arreglos: Maiko Iuchi
8. Live a lie
Letra: Mami Kawada
Composición y arreglos: CG Mix
9. Midnight trip // memories of childhood
Letra: Mami Kawada
Composición y arreglos: Kazuya Takase
10. らせん階段
Letra: Mami Kawada
Composición y arreglos: Maiko Iuchi
11. F
Letra: Mami Kawada
Composición y arreglos: Mai Nakazaki
12. Going back to square one
Letra: Mami Kawada
Composición y arreglos: Takeshi Ozaki
13. Serment
Letra: Mami Kawada
Composición y arreglos: Tomoyuki Nakazawa y Takeshi Ozaki